# Clu Clu Land
Clu Clu Land (クルクルランド, Kurukuru Rando) é um jogo eletrônico desenvolvido pela Nintendo para Nintendo Entertainment System.
O Jogo foi lançado no japão em 22 de Novembro de 1984, e só em Outubro de 1985 é que chegara aos Estados Unidos.

## História
Clu Clu Land é uma terra cheia de "pólos", que foi invadida por ouriços (Urchins) que roubaram seu tesouro. Apenas dois Bubble-Fish teriam coragem de entrar na Terra dos ouriços e resgatar o tesouro roubado. Os Bubble-Fish são machos e chamam-se "Groopy"

## Itens
O Jogo possui muitos itens para fazer com que o jogador se divirta mais.
- Bandeira: Dá uma vida extra.
- Frutas: dão pontos, e pegando muitas frutas, pode-se ganhar uma vida extra.
- Relógio: Paralisa os Ouriços do Mal e o jogador que não pegou temporariamente.
- Pólos: É onde os Bubble-Fish e seguram para mudar de direção.
- Moedas: Elas são o maior tesouro de Clu Clu Land. Se você pegar todas de uma fase, formará um desenho e ainda passará de fase.
- Buraco: É um circulo azul que quando tocado, mata o jogador, a não ser que ele esteja agarrado em um pólo.
- Linha (Borracha): São invisíveis e servem para levar o jogador na direção oposta, como uma parede de borracha. Elas se encontram uma simétrica a outra.

....

## Habilidades
- Ondas Sonoras: Os peixe-bolha podem soltar ondas sonoras para "alaranjar" os Ouriços. Então, eles podem ser esmagados.
- Rebate: Os peixe bolha rebatem em qualquer coisa. Se um se chocar com o outro, por exemplo, ou se colidirem com a parede.

## Extras

### Imagens
Algumas das imagens que podem ser formadas:
- Figura Humana.
- Árvore.
- Rostos.
- Símbolo de Falcão.
- Submarino.
- Coração.
- Formas Geométricas.

### Menu
O Menu do jogo (que é exibido enquanto se joga a fase) significa:
<Vida do Player 1> -- <Moedas que faltam achar> -- <Tempo Restante> -- <Vida do Player 2>

### Fases
As fases vão ficando cada vez mais difíceis. Algumas tem mais de um buraco, outras não tem limite de tela, isto é, quando você vai o máximo que dá pra ir à esquerda, você aparece na direita. É como um Warp. Nas últimas fases, as moedas tem de ser coletadas duas vezes cada.